# 7 (nombre)
Pour les articles homonymes, voir Sept (homonymie).
Ne doit pas être confondu avec 7 (chiffre).
7 (sept) est en mathématiques l'entier naturel qui suit 6 et qui précède 8 ; c'est un nombre premier.
En linguistique, le mot sept est issu du latin septem (« sept »), dont la racine se retrouve dans toutes les langues indo-européennes.
Le préfixe du Système international pour 10007 est zetta (Z), et pour son inverse zepto (z).
Le nombre sept trouve de nombreuses occurrences dans les domaines scientifiques, mathématiques, astronomique, théologique, géographique, sportif ou dans les arts.
Le chiffre 7 est parfois considéré comme un « chiffre magique » ou sacré.

## Linguistique

### Étymologie et prononciation
Du numéral latin septe(m), la graphie sept est étymologique.
La même racine indo-européenne *septḿ̥ a aussi abouti au germanique *sebun (gotique sibun, allemand sieben, anglais seven), au vieux-slave sedmĭ, au lituanien septyni, au celtique *sextam (gaulois sextam, vieil irlandais secht, gallois saith, gaélique seachd, breton seiz) et au sanskrit saptá,.
Le latin septe(m) va évoluer en ancien français sous deux graphies, set et sep, puis en moyen français, sept.
Le mot sept connaît également deux prononciations différentes du Moyen Âge jusqu’au XIXe siècle :  [sε] (<sè>) devant une consonne ou un – h – aspiré ;  [sεt] (<sèt>) devant une voyelle ou un – h – non aspiré, ainsi qu’en finale,. Le -t final se maintient dans sept pour éviter la confusion avec les homonymes phonétiques ses et ces. De la même façon, le mot septième apparaît dans les textes sous la forme setime dès 1119. Le – p – n’est donc jamais réalisé et indique que la graphie -pt est étymologique. Celle-ci est restaurée dans l’écriture et avalisée dans la première édition du Dictionnaire de l’Académie française, en 1694.
Dans les mots de la famille dits dérivés de sept, proches de l'étymon (comme « septième ») donc perçus comme anciens ou vulgaires, le – p – reste muet et inaudible. En revanche, dans d'autres mots de la même famille (comme « septembre » ou « septennat ») dérivés de la même racine septem, le – p – est articulé et audible dans la prononciation du français standard, car en général, l'une des conséquences de la réintroduction de graphies étymologiques est que des consonnes non prononcées le deviennent, sous l’influence de l’écrit, raison à laquelle peut s'ajouter celle de leur origine savante ou celle de leur construction tardive (comme septuagénaire),.

### Langues sémitiques
Comparable à la racine indo-européenne *SPT (*septḿ̥), la racine sémitique trilitère *SBT se retrouve dans les mots hébreux « sept » (שבע shéva) et shabbat (שבת), ainsi qu'en arabe sebt (سبعة), ces deux derniers substantifs désignant le septième jour de la semaine.
Outre l'indication du nombre « sept », l'hébraïsme sheva marque également une sorte de plénitude cyclique, de « consommation des choses et des temps », de « temps de renouvellement » ou d'accomplissement liés à l'éternité voire l'idée d'un « retour au lieu d'où on est parti », trouvés dans le mot « rassasié » ou « gorgé » se disant et s'orthographiant en hébreu également sheva (שבע) - expression qui apparaît de nombreuses fois dans la Bible pour parler de la fin de la vie terrestre d’une personne, et que l'on peut lire dès Genèse (25, 8) : « Abraham mourut au terme d’une heureuse vieillesse, très âgé, rassasié de jours », et plus loin également pour Isaac ou Job.

### Autres langues
| Langue    | Traduction               |
| --------- | ------------------------ |
| basque    | zazpi                    |
| chinois   | 七                       |
| corse     | sette                    |
| espagnol  | siete                    |
| espéranto | sep                      |
| grec      | ἑπτὰ                     |
| italien   | sette                    |
| japonais  | 七つ 七 なな ななつ しち |
| portugais | sete                     |
| provençal | set                      |
| russe     | семь                     |

## Écriture

### Chiffres
La plupart des alphabets possèdent un chiffre pour signifier le nombre sept, notamment dans le cadre du système de numération indo-arabe.

Le terme « chiffre » désigne ici le signe scriptural utilisé pour écrire des nombres ou des numéros. Le terme « nombre » se réfère, quant à lui, à l’objet mathématique en tant que quantité et aux concepts qui s’y rapportent.

#### Chiffre arabe
Le chiffre « sept », symbolisé « 7 », est le chiffre arabe servant notamment à signifier le nombre sept dans le monde occidental.
Lorsqu’il intervient dans une séquence de chiffres d’une notation positionnelle comme la numération indo-arabe, il en fixe la mantisse entière pour l’exposant de puissance implicitement fixée par le rang qu’il occupe dans la séquence.[pas clair]

#### Autres chiffres
Le chiffre « 7 » n'est pas le seul utilisé dans le monde. Un certain nombre d'alphabets — particulièrement ceux des langues du sous-continent indien et du sud-est asiatique — utilisent des chiffres différents, au sein même de la numération indo-arabe.
| Alphabet   | Chiffre | Alphabet | Chiffre | Alphabet  | Chiffre | Alphabet | Chiffre |
| ---------- | ------- | -------- | ------- | --------- | ------- | -------- | ------- |
| Amharique  | ፯       | Arabe    | ٧       | Bengalî   | ৭       | Birman   | ၇       |
| Devanāgarī | ७       | Gujarati | ૭       | Gurmukhî  | ੭       | Kannara  | ೭       |
| Khmer      | ໗       | Latin    | 7       | Malayalam | ൭       | Oriya    | ୭       |
| Tamoul     | ௭       | Télougou | ౭       | Thaï      | ๗       | Tibétain | ༧       |

### Autres écritures
Dans le système binaire qui est un système de notation positionnelle de base 2 et qui n'utilise par conséquent que les chiffres « 0 » et « 1 », le nombre sept s'écrit 111.

Dans certains systèmes de numération additifs à base ou sous-base quinaire, le nombre sept s'écrit à l'aide des chiffres de valeurs 5 et 2 dont les valeurs s'ajoutent. Ainsi, dans la numération romaine par exemple, il s'écrit Ⅶ. Dans la numération maya, il se note .

## Mathématiques
Sept est le quatrième nombre premier ; il est jumeau avec 5 et cousin avec 11 et 3.
Sept est le 2e nombre de Mersenne premier et le 2e nombre double de Mersenne : 23 – 1 = 222–1 – 1, ainsi que l'exposant du 4e nombre de Mersenne premier : 27 – 1 = 127.
En base dix, 7 est un nombre premier long car 1/7 = 0,142857142… or le nombre 999 999/7 = 142 857 est cyclique.
Sept est le plus petit nombre brésilien car 7 = 1112, donc 7 est également le plus petit nombre premier brésilien.
Sept est aussi un nombre de Newman-Shanks-Williams, un nombre de Woodall, un nombre chanceux, un nombre de Carol, un nombre premier sûr et un nombre premier supersingulier.
Un polygone à sept côtés est un heptagone. Les n-gones réguliers pour n ≤ 6 peuvent être construits par la règle et le compas seuls, à la différence de l'heptagone. Les nombres figurés représentant les heptagones sont appelés nombres heptagonaux. Sept est aussi un nombre hexagonal centré et nombre pyramidal hexagonal.
Il existe sept groupes de frises, les groupes des symétries du plan dont le sous-groupe de translations est monogène infini.
Les puissances entières successives de 7 sont : 1, 7, 49, 343, 2 401…

### Dans les systèmes de numération
| Base                                               | Système de numération                              |     |
| -------------------------------------------------- | -------------------------------------------------- | --- |
| 2                                                  | binaire                                            | 111 |
| 3                                                  | base 3                                             | 21  |
| 4                                                  | base 4                                             | 13  |
| 5                                                  | base 5                                             | 12  |
| 6                                                  | base 6                                             | 11  |
| 7                                                  | base 7                                             | 10  |
| Au-dessus de 7 (octal, décimal, hexadécimal, etc.) | Au-dessus de 7 (octal, décimal, hexadécimal, etc.) | 7   |

### Nombre 7 et base quinaire
Dans un grand nombre de langues du monde entier, 7 s'écrit sous la forme 5+2 ou 2+5. (système quinaire)
Exemple: en langue khmer 7 se dit pram pii  (5+2).

## Religions

### Dans la Bible
- Il est demandé au patriarche Noé d'embarquer sur son Arche sept couples de chaque espèce.
- Moïse figure la septième génération d'Abraham.
- Le nombre de mots contenu dans le premier verset (Bereshit) du Livre de la Genèse dans la Torah.
- Le nombre de jours dans une semaine est un nombre hautement symbolique chez les juifs et les chrétiens, six jours durant lesquels Dieu / Elohim a façonné le monde (Création), auxquels s'ajoute un jour d'abstention et repos, appelé Shabbat dans la Genèse.
- La création de sept cieux par Dieu ; dans le septième se trouvent les âmes pures (c'est aussi l'origine de l'expression « septième ciel », en hébreu Araboth).
- Les sept prophétesses de la tradition juive, Houlda, Myriam, Abigaïl, Esther, Sarah, Déborah et Hannah.
- Les sept vaches et les sept épis dans le rêve du Pharaon interprété par Joseph (fils de Jacob) (cf. Ge 41, interprétation des rêves)
- Les sept filles de Jethro qui, venant puiser de l'eau, sont défendues par Moïse contre des bergers nomades.
- La shemita intervenant la septième année.
- Les sept Commandements de Noé prescrits pour les non-juifs.
- Le nombre de fois dont serait puni celui qui tuera Caïn (qui a tué son frère Abel).
- Les sept jours qu'a duré chaque plaie d'Égypte.
- Les sept années de travail nécessaires à Jacob pour épouser les filles de Laban, d'abord Léa puis sept jours plus tard, Rachel.
- Le nombre des portes ouvrant sur le Temple de Jérusalem.

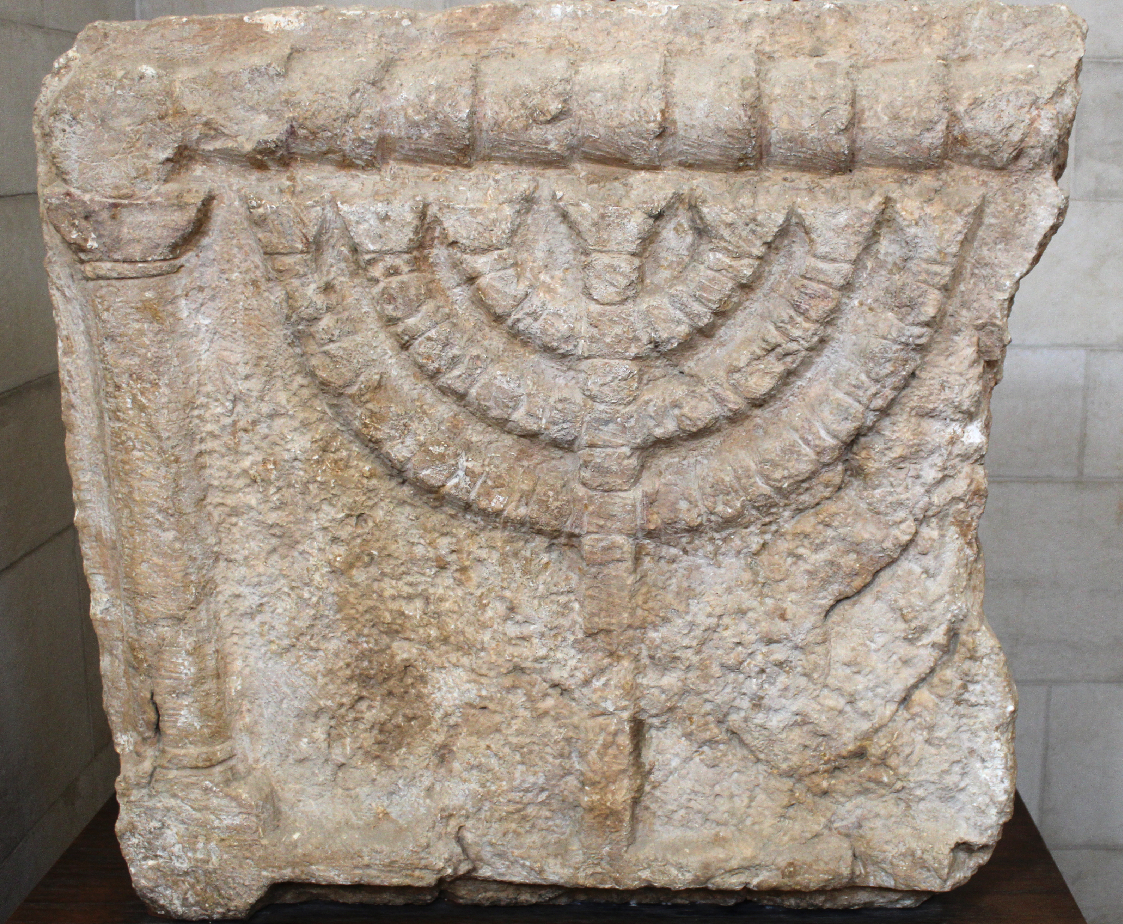
Menorah à sept branches sculptée au linteau de la synagogue d'Eshtemoa près d'Hébron, -

- Le nombre de « semaines d'années » dans le livre du Pentateuque / Torah ainsi qu'il est écrit (Lévitique 25, 8-13) :

08 Vous compterez sept semaines d’années, c’est-à-dire sept fois sept ans, soit quarante-neuf ans.
09 Le septième mois, le dix du mois, en la fête du Grand Pardon, vous sonnerez du cor pour l’ovation ; ce jour-là, dans tout votre pays, vous sonnerez du cor.
10 Vous ferez de la cinquantième année une année sainte, et vous proclamerez la libération pour tous les habitants du pays. Ce sera pour vous le jubilé : chacun de vous réintégrera sa propriété, chacun de vous retournera dans son clan.
11 Cette cinquantième année sera pour vous une année jubilaire : vous ne ferez pas les semailles, vous ne moissonnerez pas le grain qui aura poussé tout seul, vous ne vendangerez pas la vigne non taillée.
12 Le jubilé sera pour vous chose sainte, vous mangerez ce qui pousse dans les champs.
13 En cette année jubilaire, chacun de vous réintégrera sa propriété.
(Traduction officielle liturgique de la Bible)
Les 7 x 7 jours + 1 = 50 jours constituent la durée entre les deux premiers jubilés chrétiens, jubilé se disant yovel en hébreu.

### Judaïsme
- Le nombre de célébrations religieuses dans l'année juive : Rosh Hashana, Kippour, Souccot, Hanoucca, Pourim, Pessa'h et Chavouot.
- Le nombre de sections contenues dans chaque parasha de la semaine, par exemple dans la première de l'année : Bereshit (Genèse).
- La Menorah ou chandelier à sept branches de la tradition hébraïque.
- Durant le Shabbat, sept personnes « montent à la Torah » pour la lire à la synagogue, conformément au modèle d'Ezra le Scribe[11].

### Christianisme
- Les sept dons du Saint-Esprit (ou charisme, du grec χάρισμα / khárisma, « grâce, faveur, bienfait ») sont des grâces que Dieu offre aux croyants. il s'agit de la sagesse, l'intelligence, la force, la science, le conseil, la piété et la crainte.
- La danse des sept voiles de Salomé.
- Les sept fils de Félicité de Rome.
- Le nombre de sacrements et de vertus dans la religion catholique.
- Les sept joies et les sept douleurs de Marie (mère de Jésus).
- Les sept démons dont fut libérée Marie de Magdala.
- Le nom collectif : « les Sept », des sept premiers diacres ordonnés par les apôtres (cf. Ac 6,1-6).
- Le nombre d'Archanges de l'Apocalypse, d'« étoiles » et de « bougies » (symboliques représentants respectivement les sept Archanges de Dieu et les "Sept Églises") et de lettres adressées à ces sept Églises.
- Le nombre de têtes de la bête de l'Apocalypse .
- Le nombre de demandes dans la prière du Notre Père, dans l'Évangile selon Matthieu.

### Dans l'islam
- Le nombre de mots contenus dans la Shahada.
- Le nombre d'ayat — c'est-à-dire de versets — dans la sourate al-Fatiha, première du Coran.
- Le nombre de cieux dans la tradition islamique (voir Miraj).
- Le nombre de circumambulations (Tawaf) autour de la Kaaba.
- Le nombre d'aller-retours effectués entre les collines Safâ et Marwah par les pèlerins durant le hajj et la oumra.
- Les Sept Dormants d'Éphèse, mythe commun à l'islam et à la chrétienté.

### Dans les autres traditions
- Tradition gréco-romaine

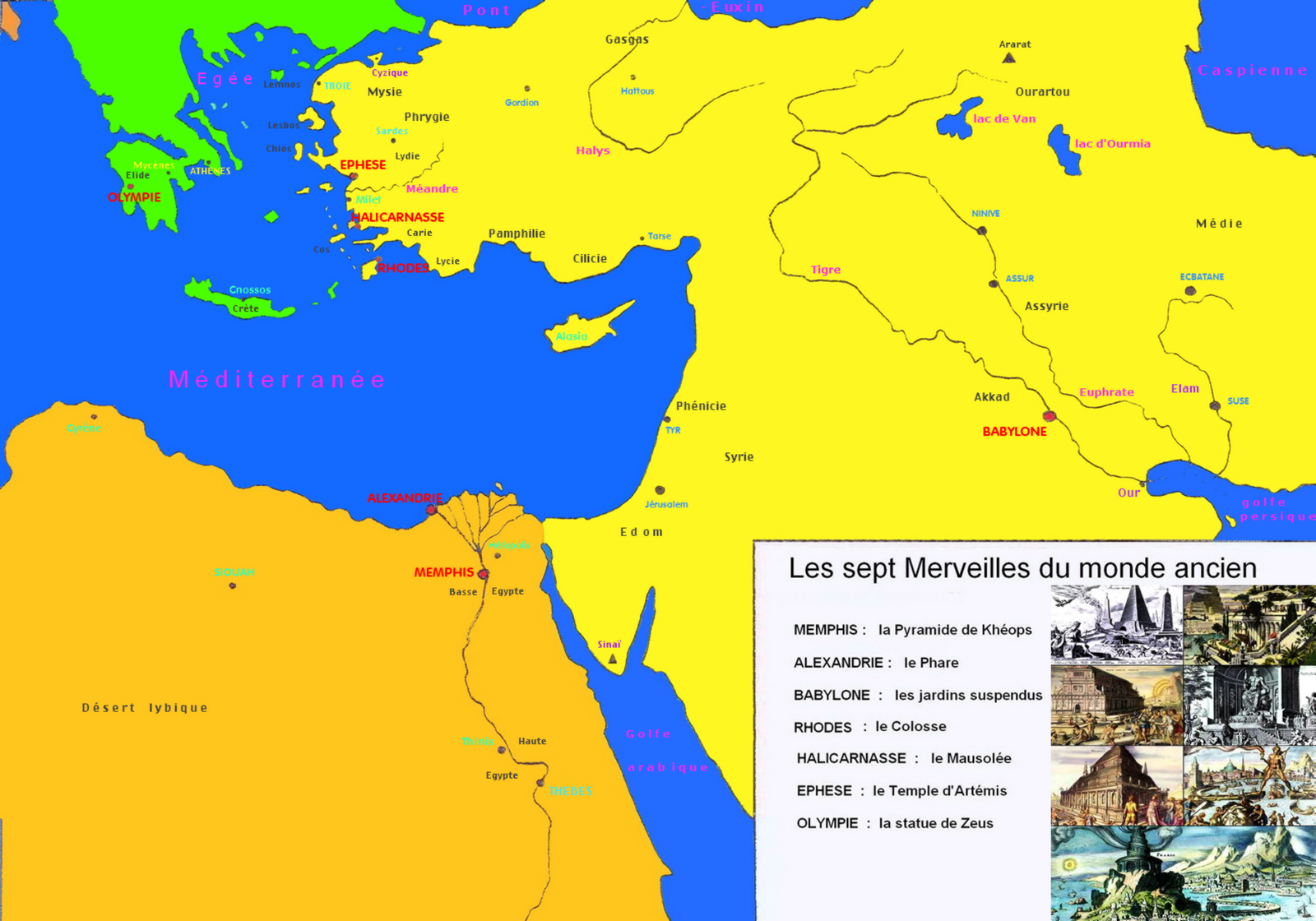
Carte des Sept Merveilles (en) du monde ancien

  - Carte des Sept Merveilles (en rouge) du monde ancienLe nombre traditionnel des Sept Merveilles du monde.
  - Les Pléiades, filles d'Atlas et de l'Océanide Pléioné, sont au nombre de sept.
  - Les sept rayons du dieu soleil. Sept étant le nombre associé au dieu Apollon.
  - Les sept degrés d'initiation du culte de Mithra.
  - Le nombre traditionnel des astres et des métaux qui leur sont liés : fer = Mars, cuivre = Vénus, plomb = Saturne, étain = Jupiter, mercure = Mercure, argent = Lune, or = Soleil).
  - Le nombre d'Athéna pour Proclos et Pythagore, obtenu par l'addition des deux premières figures régulières, un triangle et un carré ; et par extension le nombre de la philosophie.
  - Guerre des Sept Chefs entre cités grecques, dans la mythologie grecque.
  - Niobé, la reine légendaire de Phrygie, eut sept fils et sept filles.
- En Orient
  - Les Sept Sages, figures mythiques issues de la mer, de la mythologie mésopotamienne.
  - Le nombre de chakras, de villes saintes dans l'Hindouisme (c'est le chiffre sacré par excellence).
  - Le Nâga (serpent en sanscrit) est parfois représenté avec sept têtes, dans la religion hindouiste.
  - La déesse Kali, présentée dans les récits védiques comme une des sept langues de feu du dieu Agni
  - les sept dieux chanceux du Japon (on les trouve aussi en Chine et en Inde), Ebisu, Daikokuten, Bishamonten, Hotei, Jurōjin, Fukurokuju et Benzaiten, la seule femme.
  - Le nombre de principes de base du Bushidō.
  - Le nombre de prières quotidiennes dans le Manichéisme (religion)
- En numérologie, le 7 représente la « vie intérieure »[12].

## Autres domaines
En raison de coïncidences historiques, physiques, ésotériques, théologiques ou mathématiques, le chiffre 7 est parfois considéré comme un « chiffre magique » ou sacré ; voir l'article « Septénaire (symbolisme) ».

### Mois et années
- Sept est la durée arrondie en jours d'un quartier de lune
- Septembre était à l'origine le 7e mois de l'année romaine et apparaît parfois abrégé en 7bre ou VII (par exemple 15 VII 2004 pour 15 septembre 2004) ; il deviendra le 9e mois au XVIe siècle[7].
- Sept est le mois de l'équinoxe d'automne dans la tablette Mul Apin, (où l'équinoxe de printemps se produit au premier mois), l'équinoxe d'automne se produit en septembre dans l'hémisphère nord.
- Un septennat est un mandat de sept ans.
- Une année sabbatique est une année de repos qui revient tous les sept ans.
- Sept ans est considéré comme l'« âge de raison ».

#### Mythes et légendes
- Bête à sept têtes, monstre présent dans plusieurs traditions à travers le monde.
- Les sept saints de la Bretagne.

#### Symboles, croyances et superstitions
- Arc-en-ciel aux sept couleursLe nombre de péchés capitaux.

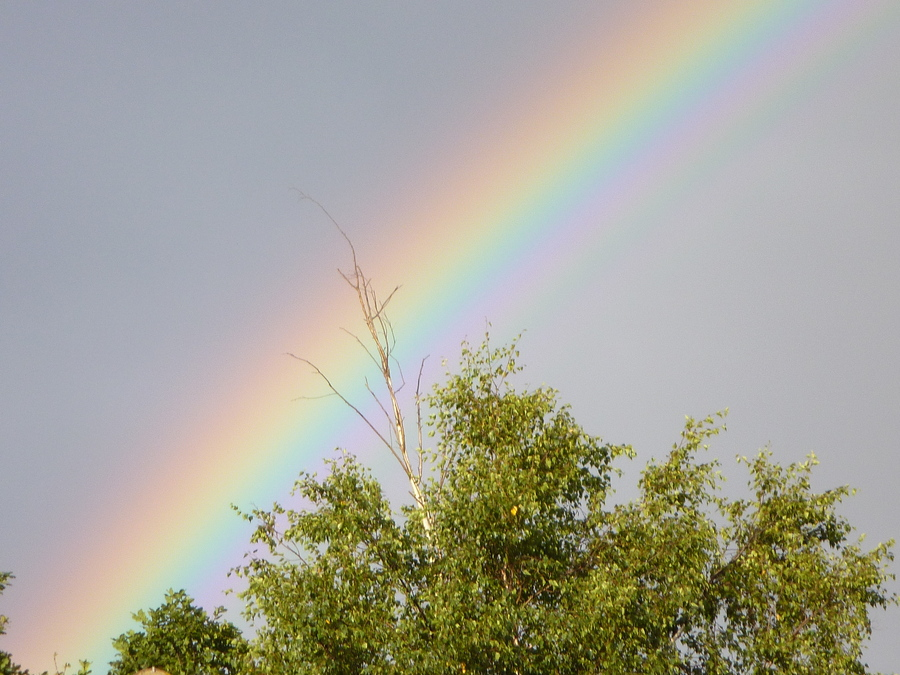
Arc-en-ciel aux sept couleurs

- Pour la statue de la Liberté, à New York, les sept rayons de la couronne représentent les « Sept continents ».
- Le nombre d'années de malheur auquel doit faire face celui qui aura cassé un miroir.
- Les sept couleurs de l'arc-en-ciel.
- La rose aux sept pétales[14].
- Sept est le nombre de vies présumé des chats dans diverses traditions (neuf vies selon d'autres).

### Sciences

Code utilisé en recyclage, identifiant par exemple le polycarbonate

- Le nombre de sphères dans le système de Ptolémée.
- Le nombre d'unités du Système International (ex-MKSA) : mètre, kilogramme, seconde, ampère, kelvin, mole, candela.
- L'hydrogène 7 est l'isotope le plus riche en neutrons jamais observé.
- Le numéro atomique de l'azote.
- Le nombre de périodes ou de lignes horizontales des éléments de la table périodique.
- Le nombre d'atomes de carbone de l'heptane.
- Le niveau de pH d'une solution neutre.
- Le nombre de systèmes cristallins.
- Le nombre de types de résines, selon le Code d'identification des résines.
- Le nombre de couleurs de l'arc-en-ciel[12].

#### En musique
- Le nombre de notes : do, ré, mi, fa, sol, la, si.

#### En médecine
- Sept bébés nés en même temps s'appellent des septuplés.
- En psychologie cognitive, l'article scientifique The Magical Number Seven, Plus or Minus Two (Le nombre magique sept, plus ou moins deux) de George Armitage Miller établit que le nombre sept correspond approximativement au nombre maximal d'éléments qu'est capable de traiter l'esprit humain.
- Les sept (gros) orifices du visage : yeux, bouche, narines, oreilles.
- Le nombre de types des selles humains.

### Histoire
- L'antique ville de Thèbes en Grèce comptait sept portes.
- Les Sept sages de la Grèce, grands législateurs et philosophes grecs de l'époque archaïque, qui chacun ont laissé une maxime gravée sur le fronton du temple de Delphes.
- Le Digeste (deuxième ouvrage du Code de Justinien, publié en 533) était volontairement découpé en sept parties[15].
- La terrible guerre de Sept Ans dura en Europe de 1756 à 1763.
- Le Combat des Sept opposa sept chevaliers anglais à sept chevaliers français, un épisode de la guerre de Cent Ans qui eut lieu en 1402.

#### Souverains et papes
- Cléopâtre VII
- Louis VII
- Charles VII
- Alphonse VII
- Jean VII
- Benoît VII
- Pie VII
- Léon VII
- Clément VII
- Innocent VII

### Géographie

L'insigne-drapeau naval international représentant le 7.

- Septentrion = Nord. Ce terme vient de la Petite Ourse, appelée par les Romains Septem Triones (les sept bœufs). Cette constellation, qui contient l'Étoile Polaire, indique le Nord et contient sept étoiles.
- Les Sept mers, expression utilisée dans l'Antiquité et le Moyen Âge pour désigner métaphoriquement l'ensemble des mers connues. On lui donne alternativement pour origine les sept embouchures du Pô, ou l'ensemble formé par les mers Méditerranée, Égée, Adriatique, Noire, Caspienne, Rouge et le golfe Persique, avec quelques variations suivant les auteurs qui peuvent inclure la mer d'Azov, la mer d'Arabie, l'océan Indien en plus où à la place des mers précédemment citées.
- Selon une légende, la déesse Vénus laissa tomber de son collier sept perles, qui constituent depuis les sept îles de l'archipel toscan.
- Les sept bouches principales du Nil que comptaient les géographes anciens (Strabon, Pline l'Ancien, Méla, entre autres auteurs) : d'ouest en est, la Canopique, la Bolbitine, la Sébennytique, la Phatnitique, la Mendésienne, la Tanitique et la Pélusiaque. (Ce compte, récurrent mais sans doute forcé, ne fait pas l'unanimité, et est par ailleurs soumis aux caprices de la rhéologie deltaïque. Hérodote par exemple, qui visite l'Égypte avant les grands travaux irrigatoires de la Basse époque égyptienne, ne compte que cinq bouches. On trouve encore ailleurs des mentions des bouches artificielles Pineptime et Diolcos…)
- Les Sept continents (dans l'un des modèles).
- Les cités construites sur sept collines incluent :
  - Rome, capitale de l'Italie, voir Les sept collines de Rome,
  - Nîmes en France,
  - Paris, capitale de France,
  - Washington, capitale des États-Unis,
  - Lisbonne la capitale du Portugal,
  - Pretoria capitale de l'Afrique du Sud,
  - Istanbul, ville de Turquie (chaque colline a une mosquée),
  - Yaoundé la capitale du Cameroun,
  - Bath en Angleterre,
  - Saint-Étienne en France,
  - Cincinnati dans l'Ohio, Lynchburg en Virginie, Somerville au Massachusetts trois villes des États-Unis.
- Les Sept fontaines de la Simme.
- Sept départements français constituent la banlieue de Paris en Île-de-France
- 07 est le numéro du département français de l'Ardèche.
- Le drapeau du Venezuela comptait sept étoiles pour les sept provinces signataires du traité d'indépendance en 1811. Il en compte huit depuis le sept mars 2006.
- Les Sept merveilles du Dauphiné, en France.

### Sports et jeux

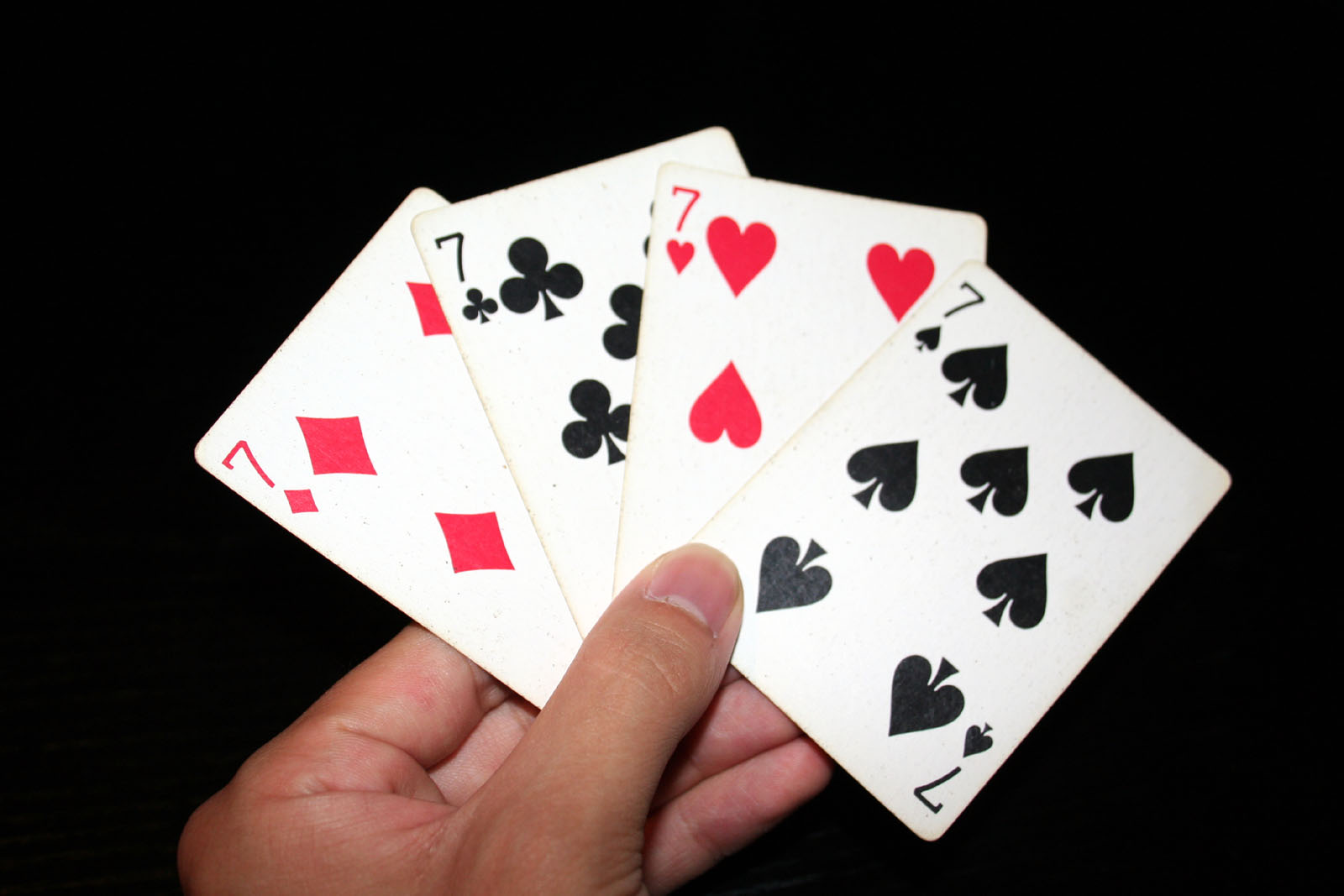
Une main de quatre sept portant les enseignes françaises.

- Le jeu des 7 familles est un jeu de cartes.
- 7 est le plus petit nombre des jeux de 32 cartes.
- Au rugby à XV, le numéro d'un troisième ligne aile.
- Au baseball, sept représente la position du voltigeur de gauche.
- Le meilleur score d'une fléchette de sarbacane sportive.
- Sept est vu comme un nombre chanceux dans beaucoup de cultures occidentales et dans la culture japonaise.
- Le numéro sept est la somme des deux faces opposées d'un dé ; c'est aussi la somme la plus probable quand on joue avec deux dés : 1+6, 2+5, 3+4 soit six possibilités alors que six donne : 1+5, 2+4, 3+3 soit cinq possibilités (3+3 ne faisant qu'une possibilité)…
- À Manchester United, le chiffre 7 est le numéro mythique au dos du maillot. Porté entre autres par George Best, Éric Cantona, David Beckham et Cristiano Ronaldo.
- L'heptathlon comporte 7 disciplines.
- Les « sept sommets » sont les montagnes les plus élevées de chacun des sept continents. Il en existe deux listes. Le défi consiste à les gravir.

### Éducation
Les sept arts libéraux (ou septivium) regroupés en trivium : grammaire, rhétorique, dialectique et quadrivium : arithmétique, géométrie, astronomie, musique, formèrent pendant des siècles la base de tout enseignement.

### Littérature

#### Moyen Âge
- De septem septenis de Jean de Salisbury (vers 1115-1180).
- Dans "la Quête du Graal" (roman de chevalerie christianisant, vers 1230), le chevalier Galaad délivre les sept demoiselles du château des Pucelles en défaisant en tournoi les sept frères chevaliers qui les tenaient emprisonnées. Ce château représente l'enfer, gardé par les sept péchés capitaux tout comme les sept Pucelles symbolisent sept âmes pures.
- Les sept arts libéraux enseignés durant l'Antiquité et le Moyen Âge. Constitués du quadrivium (arithmétique, musique, géométrie, astronomie) et du trivium (grammaire, dialectique, rhétorique).

#### Contes et légendes
- Les Sept Voyages de Sinbad le Marin correspondent à la 133e histoire (volume 6) des contes des Mille et Une Nuits.

Le nombre sept est également :
- le nombre des femmes de Barbe-Bleue dans l'opéra-bouffe homonyme de Jacques Offenbach ;
- le nombre de fées marraines de La Belle au bois dormant dans la version de Charles Perrault ;
- le nombre de chevreaux dans le conte Le Loup et les Sept Chevreaux ;
- le nombre de nains dans le conte Blanche-Neige et les Sept Nains ;
- le nombre de lieues que l'on peut parcourir en une seule enjambée dans les contes grâce aux bottes de sept lieues (sept lieues, soit environ 30 km, une lieue faisant approximativement 4 km (7 × 4 km = 28 km) ;
- l'âge du Petit Poucet, le nombre de sa fratrie et le nombre de filles de l'Ogre ;
- le nombre de mouches attrapées par la ceinture du petit tailleur dans le conte des frères Grimm, Le Vaillant Petit Tailleur (sept d'un coup) ;
- le nombre d'années où le prince charmant va rester oiseau dans L'Oiseau bleu ;
- le nombre de frères de la petite fille qui vont se transformer en corbeaux dans Les Sept Corbeaux ;
- le nombre de fils consécutifs d'une mère avant de donner naissance à un enfant aux dons surnaturels (le septième fils) : il est alors un marcou, guérisseur ou rebouteux (comme dans Le Septième Fils)[16].
- le nombre de seigneurs nains dans Le Seigneur des anneaux.
- Dans Le Petit Prince, la septième planète désigne la Terre.
- Dans La Chèvre de monsieur Seguin, la chèvre en question est la septième qui s'enfuit dans la montagne.

#### Littérature classique
- Les sept membres de la Pléiade ;
- Un heptasyllabe est un vers de sept pieds ;
- Un septain est une pièce de poésie ou une strophe de sept vers ;
- Le nombre des âges de l'homme dans une vie humaine selon William Shakespeare  (dans "As You Like It", "Comme Il Vous Plaira").
- William Shakespeare dont le tombeau s'orne de sept roses.

#### Littérature moderne
« 7. Le chiffre du mal. Le nombre où Dieu ramène, Comme en un vil cachot, toute la faute humaine. »

— Victor Hugo, L'Année terrible
Hugo affirme dans un poème daté de 1872 que « 7 » est le chiffre du Mal, en référence aux 7 princes germaniques dont les armées assiègent Paris pendant la guerre franco-prussienne de 1870.
- Conte de la Princesse morte et des sept chevaliers (1833), conte merveilleux en vers d'Alexandre Pouchkine ;
- Les sept membres du Félibrige créé en 1854, et Les sept branches de l’étoile du félibrige ;
- Les Sept Cordes de la Lyre (1840), roman dialogué de George Sand ;
- Sept lettres de Mérimée à Stendhal, livre publié à Rotterdam en 1898 ;
- The Jewel of Seven Stars, (1903) un roman de Bram Stoker évoquant les mystères de l'Égypte antique ;
- Les Sept Femmes de Barbe bleue et autres contes merveilleux (Le conte des sept épouses de M. de Montragoux), 1909, d'Anatole France ;
- Les Sept Femmes, roman de Guy des Cars, 1947, réédité en 1964 ;
- Les Sept Piliers de la sagesse (1922), livre de T.E. Lawrence (dit Lawrence d’Arabie) ;
- Le Clan des Sept (1949-1963), série de romans de jeunesse d'Enid Blyton ;
- La série de la Bibliothèque Verte « Le Carré d'As » (1965) d'Odette Sorensen est composé de sept tomes.
- Les Mères Juives ne meurent jamais (2013), de Natalie David-Weill, les dialogues imaginaires entre sept mères de sept psychopathes célèbres.
- Dans la saga de romans Le Trône de fer (1996-2015), la religion majoritaire du continent de Westeros est la religion des sept, culte qui vénère sept dieux, et dans lequel le chiffre 7 est omniprésent, comme avec la forme heptagonale des bâtiments religieux appelés « septuaires », ou encore le symbole même de cette religion, qui est une étoile à sept branches.
- Dans la Ligue des Gentlemen Extraordinaires, d'Alan Moore, film de 2003 adapté de sa bande dessinée, les protagonistes de l'aventure sont au nombre de sept.
- Dans le roman posthume de Michael Crichton Pirates (2010), l'équipage des pirates se compose de sept personnages.
- Ils étaient sept hommes en guerre, de Marc Ferro, ouvrage historique sur la Seconde Guerre mondiale.
- Sept comédies en quête d'acteurs (2007) de Jean-Claude Brisville, sept pièces de théâtre jamais jouées sur scène.
- Seven Gothic Tales (Sept contes gothiques) 1935, de Karen Blixen.
- Sept pour un Ballet (1960) d'Hélène Péri, roman policier.
- Rose et ses sept cousins (Eight Cousins) 1875 (1885 en France, traduit et adapté par Pierre-Jules Hetzel alias P.-J. Stahl), de Louisa May Alcott.
- Sept nouvelles pour la Saint Valentin (2009), ouvrage collectif des Éditions Harlequin.
- Les Sept fugitifs (1937), Les Sept Sœurs (1962) de Frederic Prokosch.
- Sept enfants autour du monde (2010) de Jérôme Deliry.
- Les Sept Filles d'Ève (2001), une étude scientifique de Bryan Sykes.
- Sept filles (2003) de Leïla Sebbar.
- Les Sept Fils de Simenon (2004), de Ramón Díaz Eterovic.
- Sept cavaliers… (1993), de Jean Raspail.
- Le Sept de cœur (1907), de Maurice Leblanc.
- le nombre de seigneurs nains dans Le Seigneur des anneaux.
- Sept variations sur le thème de la soif (1970), de Pierre Daninos.
- Sept pierres pour la femme adultère (2009), de Vénus Khoury-Ghata.
- Les sept cercles (sous titré : Une odyssée noire) (2015), de Sophie Caratini.
- Harry Potter : La saga du sorcier le plus connu, écrite par JK Rowling, contient à de nombreuses reprises le chiffre sept, qui est le chiffre préféré de l'autrice. Il y a par exemple sept romans, sept années d'étude à Poudlard, sept joueurs dans une équipe de Quidditch, sept horcruxes créé par Voldemort, sept étages à Poudlard, les Weasley ont sept enfants, Harry est né le septième mois de l'année (31 juillet 1980), et bien d'autres.
- Sept est le nombre de bras des extraterrestres, les heptapodes, dans le roman L'Histoire de ta vie, dont l'adaptation au cinéma est Premier contact.

#### Bandes dessinées et mangas
- Les Sept Boules de cristal (1948), album des Aventures de Tintin, de Hergé, dans laquelle les sept savants d'une expédition archéologique sont victimes d'un sortilège mystérieux.
- On a marché sur la Lune (1954), une aventure de Tintin dans laquelle les occupants, au départ de la fusée, sont sept, dont trois passagers clandestins.
- Les Bijoux de la Castafiore (1968), une aventure de Tintin dans laquelle le château de Moulinsart est provisoirement habité par sept pensionnaires.
- L'âge supposé à partir duquel on peut lire Le Journal de Tintin : « le journal des jeunes de 7 à 77 ans ».
- La Guerre des sept fontaines, une aventure de Johan et Pirlouit de Peyo.
- Le Rayon U (1943), d'Edgar Jacobs, les membres de l'expédition sont sept.
- Le Rêve aux sept portes, une aventure d'Olivier Rameau et Colombe Tiredaile, écrit et dessiné par Dany, en sept épisodes.
- Les Sept Vies de l'Épervier (1983-1991), série de bande dessinée en sept tomes d'André Juillard et de Patrick Cothias.
- Nana (2000), manga de Ai Yazawa adapté en anime. Toute l'histoire tourne autour du chiffre 7 (« nana » en japonais).
- Dans le manga Dragon Ball, Sangoku et ses amis doivent retrouver les sept boules de cristal et le numéro de leur Univers.
- Dans le manga Fairy Tail, le chiffre 7 est souvent représenté. L'année où les dragons ont tous disparu : le 7 juillet 777, le nombre d'années où ils sont restés morts dans l'île Tenro (7 ans) et le nombre de dragons slayers (7 dragons slayers).
- Dans le manga One Piece, il existe 7 pirates au service du gouvernements appelés les Sept Grands Corsaires (Shichibukai en version originale).
- Dans le manga  Naruto , le héros fait partie de l'équipe 7 et devient par la suite le 7e hokage.
- Dans le manga Seven Deadly Sins, (Nanatsu no taizai en Japonais) écrit et dessiné par Nakaba Suzuki.

### Arts
Les Sept arts sont une classification des arts proposée par Étienne Souriau.

### Cinéma
- En français, le cinéma est aussi appelé le « septième art ».
- 007 est le matricule de James Bond.
- Barbe-Bleue (Bluebeard 1972) de Edward Dmytryk et Luciano Sacripanti, raconte l'histoire d'un nazi qui a assassiné ses six premières épouses et se marie pour la septième fois.
- Dans le film Les Mercenaires de l'espace (1980) de Jimmy T. Murakami, les mercenaires sont sept, puisqu'il s'agit d'une adaptation fantastique des Sept Samouraïs.
- Dans le film Alien de Ridley Scott (1979), l'équipage se compose de sept membres, l'Alien étant « le huitième passager ».
- La Française et l'Amour (1960) est un film présentant sept situations amoureuses en sept sketches.
- Les sept fées amies de la Vallée des Fées, dans les films de Walt Disney adaptés de Peter Pan (Clochette-Tinkerbell, Zarina la pirate, Silvermist, Iridessa, Vidia, Fawn et Rosetta).
- Dans la série télévisée américaine L'Île aux naufragés, les naufragés sont au nombre de sept.
- Plusieurs titres de films comprennent le mot ou le chiffre « sept » :
  - Sept Ans de malheur (Seven Year Bad Luck, 1921) de et avec Max Linder ;
  - Bluebeard's Seven Wives (1926), film muet d'Alfred Santell ;
  - Seven Sweethearts (1942), comédie musicale de Frank Borzage ;
  - Blanche-Neige et les Sept Nains (1937) des  studios Disney ;
  - La Maison des sept péchés (Seven Sinners, 1940) de Tay Garnett ;
  - Sept Ans de malheur (Come persi la guerra, 1947), de Carlo Borghesio ;
  - Les Sept Péchés capitaux (1952) de Jean Dréville, Yves Allégret, Carlo Rim, Roberto Rossellini et Eduardo De Filippo ;
  - J'avais sept filles (1954) de Jean Boyer ;
  - Les Sept Femmes de Barbe-Rousse (Seven Brides for Seven Brothers, 1954) de Stanley Donen ;
  - Les Sept Samouraïs (Shichinin no samourai, 1954) d'Akira Kurosawa ;
  - Sept Ans de réflexion (The Seven Year Itch, 1955) de Billy Wilder ;
  - Sept hommes à abattre (Seven Men from Now, 1956) de Budd Boetticher ;
  - Le Septième Sceau (Det sjunde inseglet, 1956) d'Ingmar Bergman ;
  - Les Sept Mercenaires (The Magnificent Seven, 1960) de John Sturges ;
  - Cléo de 5 à 7 (1962) d'Agnès Varda ;
  - Le Cirque du docteur Lao (7 Faces of Dr. Lao, 1964) de George Pal ;
  - Sept jours en mai (Seven Days in May, 1964) de John Frankenheimer ;
  - Le Retour des sept (Return of the Seven, 1966) de Burt Kennedy ;
  - Sept secondes en enfer (Hour of the Gun, 1967) de John Sturges ;
  - Sept fois femme (Woman Times Seven, 1967) de Vittorio De Sica ;
  - Les Colts des sept mercenaires (Guns of the Magnificent Seven, 1969) de Paul Wendkos ;
  - Le Diable a sept visages (Il diavolo a sette facce, 1971) d'Osvaldo Civirani ;
  - La Chevauchée des sept mercenaires (The Magnificent Seven Rides, 1972) de George McCowan ;
  - La Septième Compagnie (1973-1977), série de films de Robert Lamoureux ;
  - Sept morts sur ordonnance (1975) de Jacques Rouffio ;
  - Seven Alone (1975) d'Earl Bellamy ;
  - Blanca Nieves y... sus 7 amantes (1980) d'Ismael Rodríguez ;
  - Les Sept Magnifiques (The Magnificent Seven, 1984) de Chu Yin Ping (en) ;
  - Seven (1995) de David Fincher ;
  - Sept ans au Tibet (Seven Years in Tibet, 1997) de Jean-Jacques Annaud ;
  - Sept ans de mariage (2003) de et avec Didier Bourdon ;
  - Sept Ans de séduction (2005) de Nigel Cole ;
  - Sept vies (2008) de Gabriele Muccino.
  - 7 Boxes (2010) de Juan Carlos Maneglia (es) et Tana Schémbori (es) ;
  - Sept psychopathes (2012) de Martin McDonagh ;
  - 7 Pecados Rurais (2013) de Nicolau Breyner (pt) ;
  - La Femme du diplomate (5 to 7, 2013) de Victor Levin ;
  - Fast and Furious 7 (2015) de James Wan ;

### Musique
- La lyre compte sept cordes.
- Un ensemble de sept musiciens s'appelle un septuor.
- Il existe sept notes dans la gamme diatonique et par conséquent sept tonalités et sept modes principaux.
- le chiffre romain VII représente le degré de la gamme nommé Sensible, lorsqu'il est distingué VII = majeur, vii = mineur.
- Le septième mode est appelé Locrien.
- Lorsque la septième note d'une gamme est ajoutée à un accord parfait, celui-ci est appelé accord de septième majeure.
- Deux des pièces de Mikrokosmos de Béla Bartók, Unsquare Dance de Dave Brubeck ont des mesures à sept temps.
- Plusieurs titres de morceaux ou d'albums contiennent le chiffre 7 :
  - Seventh Son of a Seventh Son (Le Septième Fils du septième fils) du groupe de heavy metal Iron Maiden ;
  - The Seventh Sign, par Yngwie Malmsteen ;
  - 7empest , par le groupe Tool ;
  - Seventh Star du groupe de Heavy Metal Black Sabbath ;
  - Seventh Tree de Goldfrapp ;
  - Za7ie, septième album de Zazie ;
  - Seven de Prince sur Love Symbol Album
  - The Magnificent Seven de The Clash
  - Seven Nation Army par The White Stripes
  - Sounding the Seventh Trumpet d'Avenged Sevenfold ;
  - The Seventh One, album du groupe Toto ;
  - Nationale 7 (1955), chanson de Charles Trénet
  - Seven Drunken Nights' chanson traditionnelle irlandaise rendue célèbre par les Dubliners.
  - Seven Seas of Rhye du groupe de rock britannique Queen, principalement écrite par Freddie Mercury (bien que Brian May ait contribué au second pont de huit mesures), et qui sort en 1974 sur le deuxième album du groupe Queen II.
  - 7, album du duo américain Beach House
  - 7:77 am, titre du rappeur Nekfeu en collaboration avec 86 Joon sur la réédition de son premier album, Feu (album), 2015

### Peinture et sculpture
Le groupe des Sept, artistes canadiens réunis en 1911.
Les sept statues de l'hémicycle du Sénat à Paris.

### Technologie
- L'avion MiG-7
- L'iPhone 7 d'Apple
- Le samsung galaxy s7
- Le logiciel de compression 7-Zip.

### Divers
- Le viaduc de Millau est composé de 7 piliers.
- Les pièces anglaises de cinquante et de vingt pence sont des heptagones, dont les côtés sont incurvés pour leur donner une largeur constante.
- L'indicatif international d'appel téléphonique pour la Russie et le Kazakhstan.
- Le nombre de segments individuels pour composer un chiffre de 0 à 9 sur un écran à cristaux liquides, par exemple (calculatrice, montre numérique, indicateur de vitesse, flipper, etc.). Voir Afficheur 7 segments.
- Le nombre d'années de mariage des noces de laine.
- Le 7 est utilisé en phonétique officieuse (sur les forums et sites internet notamment) pour désigner la lettre arabe ﺡ dont la graphie est proche du chiffre 7.[réf. souhaitée]
- Le 7 est aussi le nombre de membres de la famille dans la série Sept à la maison.
- 7 semble être le nombre préféré dans le monde[18].
- Dans la série "Game of Thrones", les dieux sont au nombre de sept .
- Les "sept sœurs" désignent les sept compagnies pétrolières qui s'entendirent pour fixer les prix du pétrole jusqu'en 1959.
- Les "sept sœurs" désignent les sept gratte-ciel de Moscou érigés durant la dictature stalinienne.
- La boisson alcoolisée "Old n°7" de Jack Daniel's, la boisson sucrée "7 Up".
- La pieuvre à sept bras (Haliphron atlanticus) appelée ainsi parce que chez le mâle de cette espèce, l'hectocotyle se développe dans une poche discrète en face de l'œil droit, ce qui lui donne l'apparence de n'avoir que sept bras.
- L'entreprise Taxi G7
- Le Groupe G7
- Le chiffre 7 est le chiffre fétiche et l'élément de base de la chaine Doc Seven.

### Toponymes
- Parc des Sept-Chutes : parc à Saint-Georges (Québec),
- Sept-Dizains : ancien État dont le territoire couvrait celui de l'actuel canton du Valais,
- Notre-Dame-des-Sept-Douleurs : municipalité du Québec, sur l'île Verte,
- Rogny-les-Sept-Écluses : commune française de l'Yonne,
- Abbaye de Sept-Fons : abbaye trappiste (Diou, dans l'Allier),
- Abbaye Notre-Dame de Sept-Fontaines : abbaye à Fagnon (Ardennes),
- Sept-Forges : commune française de l'Orne,
- Sept-Frères : commune française du Calvados,
- Sept-Îles : ville du Québec,
- Sept-Îles : ancien État formé de sept îles Ioniennes (1800-1814),
- Sept-Îles : archipel des Côtes-d'Armor,
- Sept îles : île du golfe du Morbihan (Morbihan),
- Sept Laux : lacs de la chaîne de Belledonne (Isère),
- Les Sept Laux : station de sports d'hiver de la chaîne de Belledonne (Isère),
- Sept-Meules : commune française de la Seine-Maritime,
- Lac Sept-Milles : lac de l'Outaouais (Québec),
- Sept-Rivières : municipalité régionale de comté (MRC) du Québec,
- Sept-Saulx : commune française de la Marne,
- Sept-Sorts : commune française de Seine-et-Marne,
- Sept-Vents : commune française du Calvados,
- Saint-Georges-des-Sept-Voies : commune française de Maine-et-Loire.

### Homophones
- Cet, cette
- Set
- Sète (ville)
- Seth, troisième enfant d'Adam et Ève
- Seth, divinité de la mythologie égyptienne
- CEPT